# 伊拉茨
伊拉茨（法語：Illats，法語發音：[ilats]）是法国吉伦特省的一个市镇，属于朗贡区。

## 地名
该地名“Illats”发音为[ilats]，字母“ts”发音，《世界地名翻译大辞典》与《世界地名译名词典》将其误译作“伊拉”。

## 地理
伊拉茨（44°35'51"N, 0°22'22"W）面积29.24 平方千米，位于法国新阿基坦大区吉倫特省，该省份为法国西南部沿海省份，是法國本土面积最大的省，北起滨海夏朗德省，西临大西洋，南至朗德省，东南接洛特-加龍省，东临多爾多涅省。
与伊拉茨接壤的市镇（或旧市镇、城区）包括：波当萨克、巴尔萨克、塞龙斯、朗迪拉斯、锡龙河畔皮若勒、圣米歇尔德略夫雷、维尔拉德。

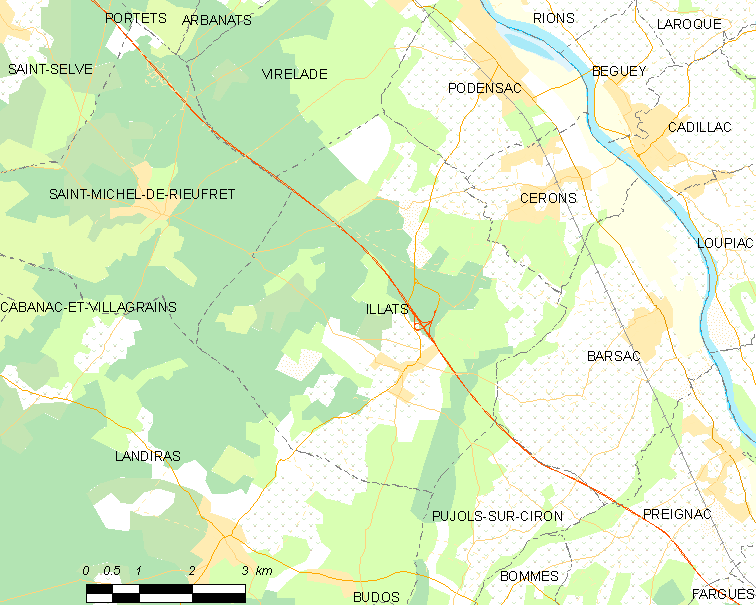
伊拉茨的OSM定位图

伊拉茨的时区为UTC+01:00、UTC+02:00（夏令时）。

## 行政
伊拉茨的邮政编码为33720，INSEE市镇编码为33205。

## 政治
伊拉茨所属的省级选区为砂砾荒原县。

## 人口

1962-2008年间伊拉茨人口变化图示

伊拉茨于2022年1月1日时的人口数量为1403人。